# 缺鰭刺鰍
缺鰭刺鰍為輻鰭魚綱合鰓目刺鰍亞目刺鰍科的其中一種，分布於非洲坦干伊喀湖Kachese角流域，體長可達44.5公分，棲息在中底層水域，屬肉食性。